# Комаровка (Кемеровская область)
Комаро́вка — деревня в Крапивинском районе Кемеровской области. Входит в состав Банновского сельского поселения.

## География
Центральная часть населённого пункта расположена на высоте 142 метров над уровнем моря.

## Население
По данным Всероссийской переписи населения 2010 года, в деревне Комаровка проживает 26 человек (14 мужчин, 12 женщин).